# Trichiana
Trichiana este o comună din provincia Belluno, regiunea Veneto, Italia, cu o populație de 4.820 locuitori (1 ianuarie 2018) și o suprafață de 43,96 km².

## Demografie
Trichiana - evoluția demografică

|  | Graficele sunt indisponibile din cauza unor probleme tehnice. Mai multe informații se găsesc la Phabricator și la wiki-ul MediaWiki. |

Date: Recensăminte sau birourile de statistică - grafică realizată de Wikipedia